# Credito Emiliano
Il Credito Emiliano (in breve Credem) è una banca italiana con sede a Reggio Emilia.
Il titolo è quotato alla Borsa di Milano dal 1997.

## Storia
L'istituto di credito nacque nel 1910 con la denominazione di Banca Agricola Commerciale di Reggio Emilia. L'attuale nome è stato adottato nel 1983, dopo l'acquisizione della milanese Banca Belinzaghi.

## Il gruppo Credito Emiliano - Credem
Il gruppo Credito Emiliano - Credem è presente in 19 regioni italiane.
La crescita in estensione si è sempre distinta per linee interne rispetto a quella basata su acquisizioni di altre banche territoriali.
Nel 2024 il Gruppo Credem viene riconosciuto come l'istituto più solido a livello europeo e il migliore in Italia, come evidenziato dalla Banca Centrale Europea nei dati sui requisiti patrimoniali (SREP) delle banche sottoposte a vigilanza diretta. 
Nel 2025 l'organigramma del gruppo è il seguente:
- Credem Banca
- Credem Euromobiliare Private Banking[6]
- Avvera Spa
- Credem Private Equity SGR
- Credemassicurazioni (al 50% con Reale Mutua Assicurazioni)
- Credemvita (società non inclusa nel gruppo bancario)
- Credemfactor
- Credemleasing
- Credemtel
- Euromobiliare Asset Management SGR
- Euromobiliare Fiduciaria
- Euromobiliare Advisory SIM
- Euromobiliare International Fund Sicav
- Magazzini Generali delle Tagliate[7]
- Credem CB

## Principali azionisti
La maggioranza (77,57%) del capitale sociale di Credito Emiliano S.p.A. è detenuta da Credito Emiliano Holding S.p.A., i cui maggiori azionisti sono:
| 24,58% | Cofimar S.r.l. (famiglia Maramotti proprietari di Max Mara)   |
| 8,62%  | Società anonima finanziaria emiliana S.r.l. (Gruppo Max Mara) |
| 5,00%  | European Investiments S.a.r.l.                                |
| 4,85%  | UNITY R.E. S.p.A. (famiglia Maramotti)                        |
| 3,82%  | Fincorrad S.r.l.                                              |
| 3,68%  | Eredi Savioli S.r.l.                                          |

Dati al 31 dicembre 2023. Fonti: Credem.it

## Filiali

### Filiali in Italia
Filiali del Gruppo Credem per regione 
| Abruzzo:               | Filiali Banca Credem                         | 4   |
| Basilicata:            | Filiali Banca Credem                         | 4   |
| Calabria:              | Filiali Banca Credem                         | 26  |
| Campania:              | Filiali Banca Credem                         | 32  |
|                        | Filiali Credem Euromobiliare Private Banking | 2   |
| Emilia-Romagna:        | Filiali Banca Credem                         | 122 |
|                        | Filiali Credem Euromobiliare Private Banking | 13  |
| Friuli-Venezia Giulia: | Filiali Banca Credem                         | 2   |
|                        | Filiali Credem Euromobiliare Private Banking | 2   |
| Lazio:                 | Filiali Banca Credem                         | 20  |
|                        | Filiali Credem Euromobiliare Private Banking | 3   |
| Liguria:               | Filiali Banca Credem                         | 7   |
|                        | Filiali Credem Euromobiliare Private Banking | 4   |
| Lombardia:             | Filiali Banca Credem                         | 42  |
|                        | Filiali Credem Euromobiliare Private Banking | 11  |
| Marche:                | Filiali Banca Credem                         | 7   |
|                        | Filiali Credem Euromobiliare Private Banking | 1   |
| Molise:                | Filiali Banca Credem                         | 1   |
| Piemonte:              | Filiali Banca Credem                         | 12  |
|                        | Filiali Credem Euromobiliare Private Banking | 3   |
| Puglia:                | Filiali Banca Credem                         | 38  |
|                        | Filiali Credem Euromobiliare Private Banking | 2   |
| Sardegna:              | Filiali Banca Credem                         | 6   |
|                        | Filiali Credem Euromobiliare Private Banking | 1   |
| Sicilia:               | Filiali Banca Credem                         | 47  |
|                        | Filiali Credem Euromobiliare Private Banking | 2   |
| Toscana:               | Filiali Banca Credem                         | 22  |
|                        | Filiali Credem Euromobiliare Private Banking | 3   |
| Trentino-Alto Adige:   | Filiali Banca Credem                         | 2   |
| Umbria:                | Filiali Banca Credem                         | 3   |
|                        | Filiali Credem Euromobiliare Private Banking | 1   |
| Veneto:                | Filiali Banca Credem                         | 21  |
|                        | Filiali Credem Euromobiliare Private Banking | 5   |

### Filiali all'estero
| Lussemburgo: | Credem International (LUX) SA | 1 |